# Rigobert Song
Rigobert Song, född 1 juli 1976, är en kameruansk före detta fotbollsspelare (försvarare). När han slutade i landslaget var han den meste landslagsspelaren för Kamerun. Han är sedan 2022 förbundskapten i Kameruns landslag.

## Karriär
Song har under många år varit en av nyckelspelarna i Kameruns landslag och är även lagkapten. Han har spelat flest matcher för det kameruanska landslaget någonsin, över 100 matcher totalt. Han tog rekordet under African Nations Cup 2006.
Song och Zinedine Zidane är de enda spelarna som har blivit utvisade i två olika världsmästerskap i fotboll. Song blev utvisad mot Brasilien 1994 i USA och mot Chile 1998 i Frankrike. Han är även den yngsta spelaren att någonsin bli utvisad i ett fotbolls-VM (17 år, 1994).

## Privatliv
Rigobert Songs far dog när Rigobert var väldigt ung, så han fick aldrig lära känna sin far ordentligt. Däremot dedikerar han större delen av sin framgång till just sin far, då händelsen har motiverat honom att kämpa hårdare.
Song är gift med Esther och tillsammans har de en son och två döttrar. De bor[när?] i Istanbul, där Song spelade för Galatasaray.
Sommaren 2008 skrev Song på för storsatsande Trabzonspor. Han fick 1,2 miljoner euro per år och kontraktet är på två år. Hela familjen kommer att bo i Trabzon.
Rigobert Song är farbror till fotbollsspelaren Alex Song.

## Meriter
- Världsmästerskapet i fotboll för herrar: 1994, 1998, 2002 och 2010